# Kaskazini 'A' (huyện)
Kaskazini 'A' là một huyện thuộc vùng Zanzibar North, Tanzania. Thủ phủ của huyện Kaskazini 'A' đóng tại Mkokotoni. Huyện Kaskazini 'A' có diện tích 470 ki lô mét vuông. Đến thời điểm điều tra dân số ngày 25 tháng 8 năm 2002, huyện Kaskazini 'A' có dân số 84147 người.